# 12306 Pebronstein
12306 Pebronstein là một tiểu hành tinh vành đai chính được phát hiện bởi Charles de Saint-Aignan ở Đài thiên văn Lowell, khi xem xét các tấm phim chụp từ Palomar.
Quỹ đạo